# Rellotge circadiari

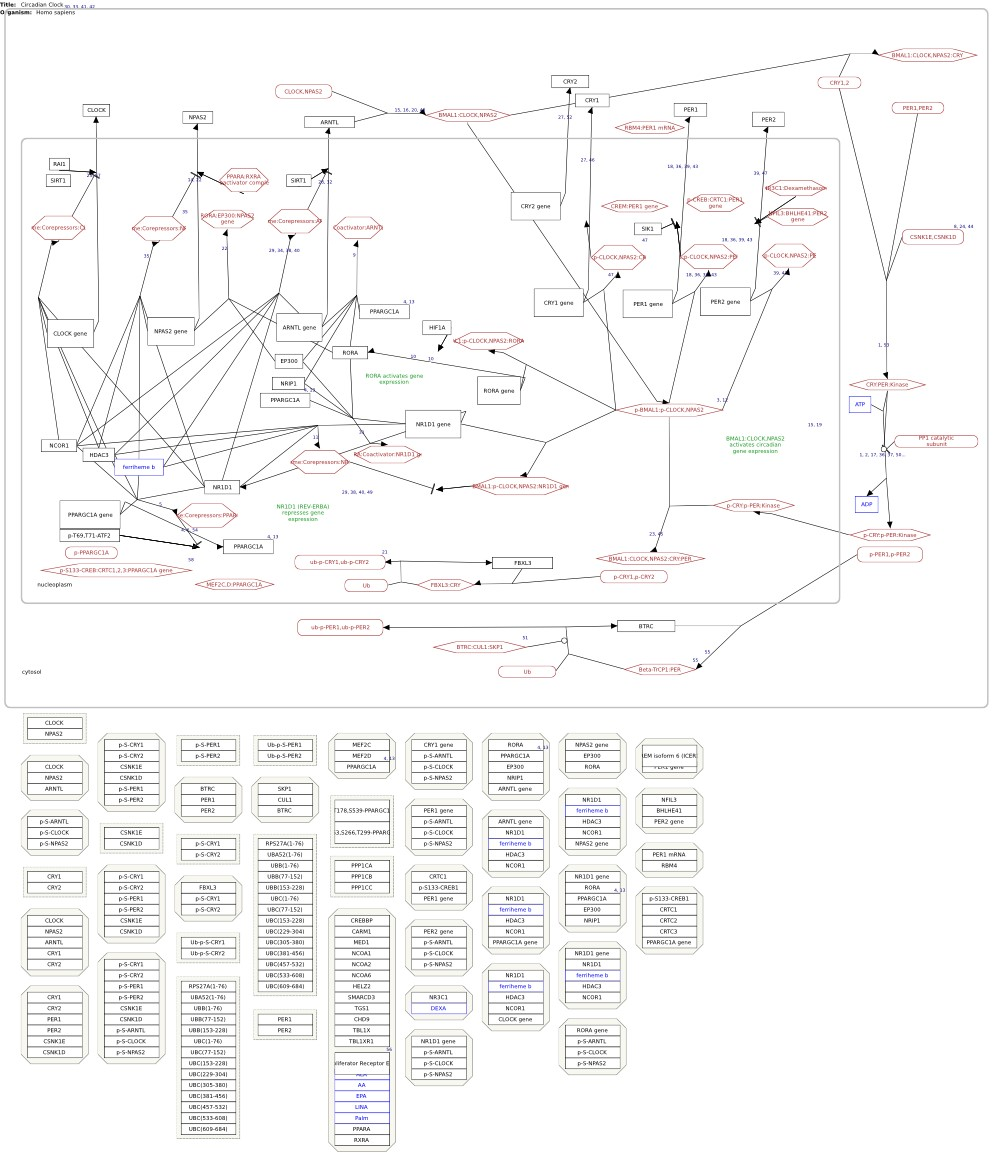
Rellotge circadiari (Homo sapiens). Al centre del rellotge circadiari dels mamífers hi ha un bucle de retroalimentació basat en transcripció/traducció negativa: l'heterodímer BMAL1:CLOCK/NPAS2 (ARNTL:CLOCK/NPAS2) transactiva els gens CRY i PER unint elements E-box als seus promotors; les proteïnes CRY i PER inhibeixen llavors la transactivació per BMAL1:CLOCK/NPAS2. BMAL1:CLOCK/NPAS2 activa la transcripció de CRY, PER i diversos altres gens al matí. Els nivells de proteïnes PER i CRY augmenten durant el dia i inhibeixen l'expressió de CRY, PER i altres gens activats per BMAL1:CLOCK/NPAS2 a la tarda i al vespre. Durant la nit, les proteïnes CRY i PER estan dirigides a la degradació per fosforilació i poliubiquitinació, permetent que el cicle comenci de nou al matí.

El rellotge circadiari és un oscil·lador bioquímic que fa cicles amb una fase estable i està sincronitzat amb l'hora solar.

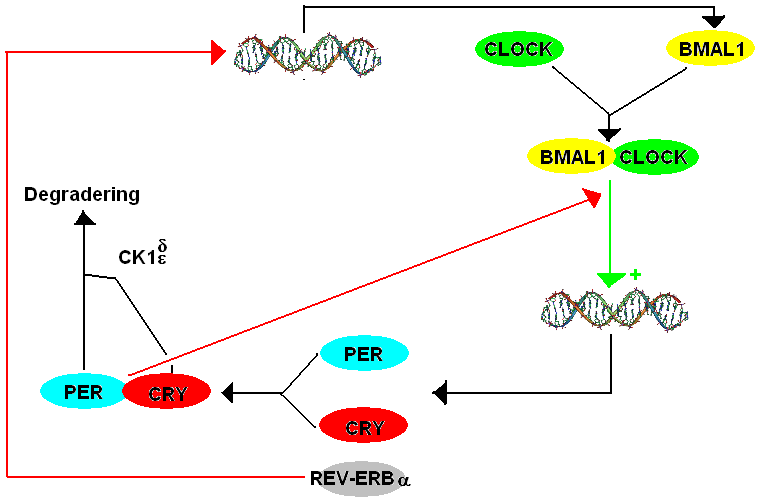
Rellotge circadiari de mamífers. Els bucles centrals del rellotge circadiari dels mamífers. PER=Període, CRY=Criptocrom, BMAL1=Cervell i músculs semblants a ARNT 1 CK1d/e=Caseïna quinasa 1 delta/epsilon. les fletxes vermelles indiquen inhibició i les verdes indiquen estimulació. La molècula d'ADN és de Michael Ströck i té llicència GFDL a Commons (DNA Overview.PNG).

El període in vivo d'aquest rellotge és necessàriament gairebé exactament 24 hores (el dia solar actual de la Terra). En la majoria dels éssers vius, els rellotges circadiaris sincronitzats internament permeten a l'organisme anticipar els canvis ambientals diaris corresponents al cicle dia-nit i ajustar la seva biologia i comportament en conseqüència.
El terme circadiari deriva del llatí circa (aproximadament) dies (un dia), ja que quan s'allunyen de les indicacions externes (com la llum ambiental), no arriben exactament a les 24 hores. Els rellotges dels humans en un laboratori amb poca llum constant, per exemple, tindran una mitjana d'unes 24,2 hores al dia, en lloc de 24 hores exactament.
El rellotge corporal normal oscil·la amb un període endogen exactament de 24 hores, s'arrossega, quan rep suficients senyals correctius diaris de l'entorn, principalment la llum del dia i la foscor. Els rellotges circadiaris són els mecanismes centrals que impulsen els ritmes circadiaris. Consten de tres components principals:
- un oscil·lador bioquímic central amb un període d'unes 24 hores que manté el temps;
- una sèrie de vies d'entrada a aquest oscil·lador central per permetre l'arrossegament del rellotge;
- una sèrie de vies de sortida lligades a diferents fases de l'oscil·lador que regulen els ritmes oberts en bioquímica, fisiologia i comportament a tot un organisme.

El rellotge es reinicia a mesura que un organisme detecta indicis de temps ambientals dels quals el principal és la llum. Els oscil·ladors circadiaris són omnipresents als teixits del cos on es sincronitzen amb senyals endògens i externs per regular l'activitat transcripcional durant tot el dia d'una manera específica del teixit. El rellotge circadiari està entrellaçat amb la majoria dels processos metabòlics cel·lulars i es veu afectat per l'envelliment de l'organisme. Els mecanismes moleculars bàsics del rellotge biològic s'han definit en espècies de vertebrats, Drosophila melanogaster, plantes, fongs, bacteris, i presumiblement també a Archaea.
L'any 2017, el Premi Nobel de Fisiologia o Medicina va ser atorgat a Jeffrey C. Hall, Michael Rosbash i Michael W. Young "pels seus descobriments de mecanismes moleculars que controlen el ritme circadiari" en les mosques de la fruita.

## Regulació dels oscil·ladors circadiaris
Els oscil·ladors circadiaris són simplement oscil·ladors amb un període d'aproximadament 24 hores. En resposta a l'estímul lumínic, el cos es correspon amb un sistema i una xarxa de vies que treballen conjuntament per determinar el dia i la nit biològics. Les xarxes reguladores implicades en mantenir el rellotge precís abasten una sèrie de mecanismes de regulació posterior a la traducció. Els oscil·ladors circadiaris es poden regular mitjançant la fosforilació, la SUMOilació, la ubiquitinació i l'acetilació i desacetilació d'histones, la modificació covalent de la cua d'histona que controla el nivell d'estructures de cromatina fent que el gen s'expressi més fàcilment. La metilació d'una estructura de proteïnes afegeix un grup metil i regula la funció de la proteïna o l'expressió gènica i en la metilació d'histones l'expressió gènica es suprimeix o s'activa canviant la seqüència d'ADN. Les histones passen per un procés d'acetilació, metilació i fosforilació, però els principals canvis estructurals i químics es produeixen quan els enzims histona acetiltransferases (HAT) i histona desacetilases (HDAC) afegeixen o eliminen grups acetils de la histona provocant un canvi important en l'expressió de l'ADN. En canviar l'expressió de l'ADN, l'acetilació i la metilació d'histones regulen el funcionament de l'oscil·lador circadiari. Fustin i els seus companys van proporcionar una nova capa de complexitat a la regulació de l'oscil·lador circadiari en mamífers demostrant que la metilació de l'ARN era necessària per a l'exportació eficient d'ARNm madur fora del nucli: la inhibició de la metilació de l'ARN va provocar la retenció nuclear de les transcripcions del gen del rellotge, la qual cosa va provocar un període circadiari més llarg.